# کامیش‌لی (قره‌تاش)
کامیش‌لی (به ترکی استانبولی: Kamışlı) یک منطقهٔ مسکونی در ترکیه است که در قره‌تاش (شهر) واقع شده‌است.